# Pier Luigi Cherubino
Pier Luigi Cherubino Loggi, més conegut com a Pier, (Roma, Itàlia, 15 d'octubre de 1971) és un futbolista hispano-italià, ja retirat, que jugava com a davanter. Va ser un cop internacional amb la selecció espanyola.

## Trajectòria
Pier va créixer a Puerto de la Cruz i prompte va fitxar per l'equip canari més fort del moment, el CD Tenerife. Debuta amb l'equip illenc la temporada 90/91, tot jugant 16 partits i marcant un gol. Al Tenerife hi roman quatre anys, tots ells a la màxima categoria, i disputant entre 14 i 25 partits per campanya.
El 1994 fitxa per l'Sporting de Gijón, on gaudeix de la titularitat de davanter i ho nota marcant fins a onze gols, sent dels millors del seu equip. Això fa que un dels grans es fixe en ell, el Reial Betis. A Sevilla hi està dues temporades, formant parella amb Alfonso Pérez. Juga uns 75 matxs i marca 23 dianes, en la seua millor època.
No té tanta sort la 97/98, al Reial Saragossa. Tot i disposar de minuts, només aconsegueix un gol, per la qual cosa torna a canviar d'aires al final d'eixa lliga. Regressa al CD Tenerife com a fitxatge d'hivern en la temporada 98/99. En eixos anys, l'equip canari alterna la Primera i la Segona Divisió, i en els tres anys i mig que hi roman, Pier juga a les dues categories. Destaca, en tot cas, els quatre gols en dotze partits de la temporada 98/99.
El 2002 deixa el Tenerife i s'incorpora a l'CF Extremadura, on juga la segona part de la temporada 01/02. La temporada següent milita al Terrassa FC, i a partir del 2003, apareix en equips de lligues inferiors, com l'AD Laguna, la UD Esperanza i la RSD Alcalá, club on es retira el 2007.

## Selecció espanyola
Pier va disputar un encontre amb la selecció espanyola. Va ser a l'octubre de 1994 contra Macedònia, tot substituint a Julio Salinas.